# Ferrières-en-Brie
Ferrières-en-Brie (franskt uttal: [fɛʁjɛʁ ɑ̃ bʁi]
 ( lyssna)) är en kommun i departementet Seine-et-Marne i regionen Île-de-France i norra Frankrike. Kommunen ligger i kantonen Ozoir-la-Ferrière som tillhör arrondissementet Torcy. År 2022 hade Ferrières-en-Brie 3 887 invånare.

## Befolkningsutveckling
| Befolkningsutvecklingen i Ferrières-en-Brie 1968–2021 | Befolkningsutvecklingen i Ferrières-en-Brie 1968–2021 | Befolkningsutvecklingen i Ferrières-en-Brie 1968–2021 | Befolkningsutvecklingen i Ferrières-en-Brie 1968–2021 | Befolkningsutvecklingen i Ferrières-en-Brie 1968–2021 |
| ----------------------------------------------------- | ----------------------------------------------------- | ----------------------------------------------------- | ----------------------------------------------------- | ----------------------------------------------------- |
|                                                       |                                                       |                                                       |                                                       |                                                       |
| År                                                    |                                                       |                                                       | Folkmängd                                             |                                                       |
| 1968                                                  | 1968                                                  |                                                       | 941                                                   |                                                       |
| 1975                                                  | 1975                                                  |                                                       | 1 031                                                 |                                                       |
| 1982                                                  | 1982                                                  |                                                       | 1 340                                                 |                                                       |
| 1990                                                  | 1990                                                  |                                                       | 1 445                                                 |                                                       |
| 1999                                                  | 1999                                                  |                                                       | 1 655                                                 |                                                       |
| 2007                                                  | 2007                                                  |                                                       | 2 138                                                 |                                                       |
| 2015                                                  | 2015                                                  |                                                       | 3 012                                                 |                                                       |
| 2021                                                  | 2021                                                  |                                                       | 3 841                                                 |                                                       |